# Alouatta palliata mexicana
El aullador mexicano (Alouatta palliata mexicana) es una subespecie del aullador con manto, A. palliata. Esta subespecie se encuentra predominantemente en bosques entre el sureste de México y el noreste de Perú. Típico de su especie, el mono aullador mexicano tiene una cola prehensil, una mandíbula profunda y una faringe grande que utiliza para hacer aullidos característicamente profundos y resonantes. Los monos aulladores enmantelados son conocidos por formar cohortes inusualmente grandes que promedian 14 miembros y a veces se extienden hasta 40 miembros.